# 河畔博物馆
河畔博物馆（荷蘭語：Museum aan de Stroom）是比利时安特卫普的一座博物馆，位于斯海尔德河河畔，在2011年5月开业，是安特卫普最大的博物馆。
1998年安特卫普市议会决定建立博物馆。2006年9月14日大楼奠基。博物馆于2011年5月17日开放。立面用印度红砂岩和弧形玻璃面板建造。 